# 火星需要妈妈
《火星需要妈妈》（英語：Mars Needs Moms）是一部由西蒙·威尔斯执导的2011年美国动画电影，属于科幻小说和冒险类电影，由他和桑迪·威尔斯改编，改编自伯克利·布雷思的同名儿童读物。

## 劇情
米洛是一个九岁的男孩，有完整的时间表。 他需要和怪物一起看电影，看漫画和做其他有趣的事情。 他当然没有时间做作业或吃蔬菜。 这个男孩听见他母亲在抱怨这些事情。 当米洛要告诉他的母亲，没有她，生活会更加有趣，火星人绑架了她，米洛需要解救她。

## 角色
- 塞思·格林 飾演 米洛
- 丹·富勒 飾演 乔治
- 明迪·斯特林 飾演 主管
- 瓊安·庫薩克 飾演 米洛的母亲
- 湯姆·埃弗瑞特·斯科特 飾演 米洛的父亲

## 外部連結
- 互联网电影数据库（IMDb）上《火星需要妈妈》的资料（英文）
- 爛番茄上《火星需要妈妈》的資料（英文）
- AllMovie上《火星需要妈妈》的资料（英文）
- Metacritic上《火星需要妈妈》的資料（英文）
- 豆瓣电影上《火星需要妈妈》的資料 （简体中文）